# Francisco de Arruda

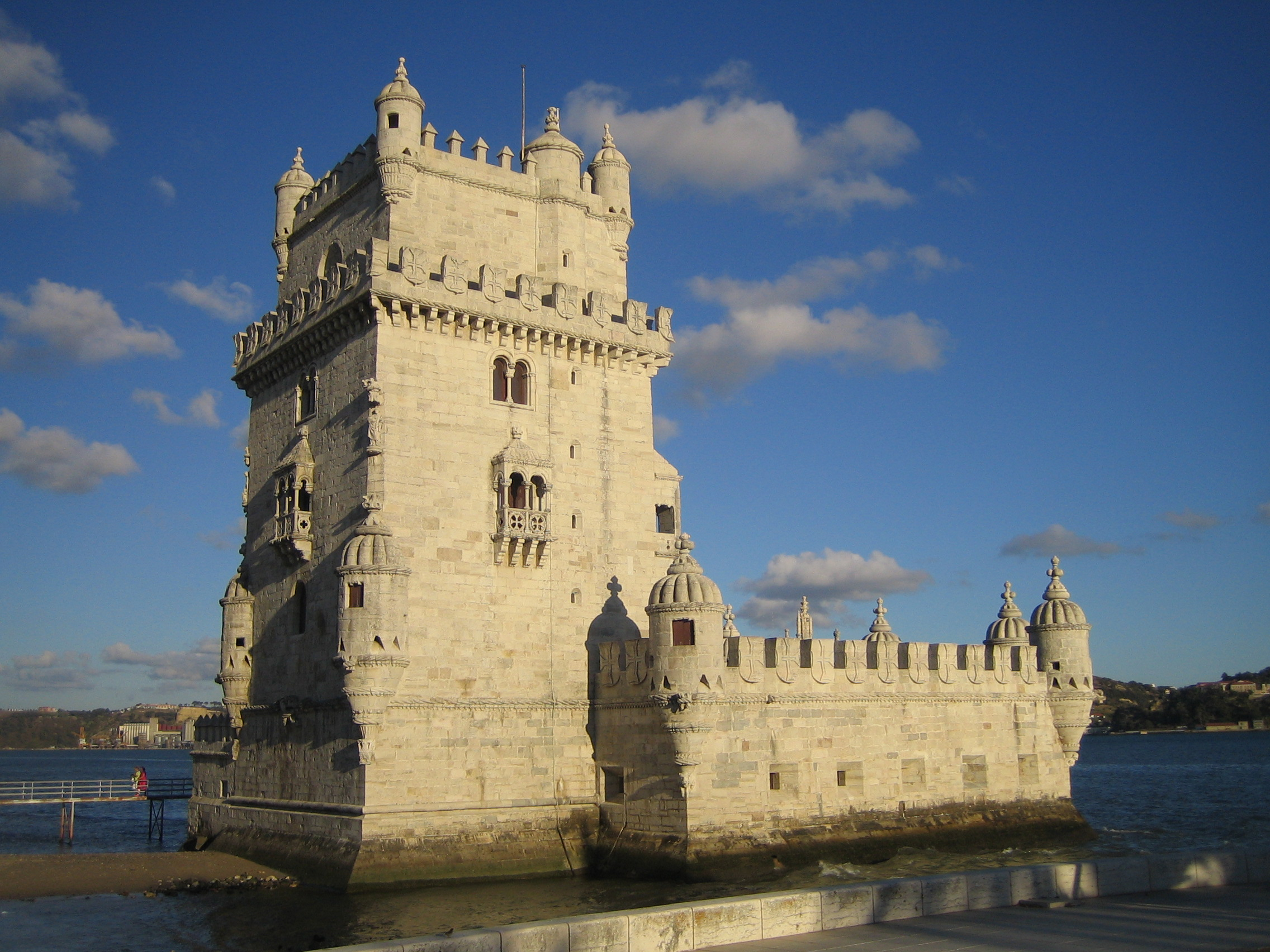
Torre de Belém

Francisco Arruda (f. 1547), foi um arquiteto e escultor português.
Francisco Arruda, irmão mais novo de Diogo de Arruda e pai de Miguel de Arruda, foi o arquitecto responsável pelo traçado da Torre de Belém.
É encarregado de reparar as fortificações de Moura, Mourão e Portel, encontrando-se nesta vila a sua intervenção mais importante. Aí, para além de consertar as muralhas, introduz no castelo torres semicirculares marcadas já pelo estilo de transição da neurobalística para a pirobalística. Constrói para D. Jaime, Duque de Bragança, os Paços do Castelo de Portel, hoje arruinados, e a Capela de S. João Baptista, também gravemente obliterada: esta possui na parede testeira recta, dois volumosos botaréus, cilíndricos na base e octogonais daí para cima, coroados por pináculos cónicos torsos precedidos de uma moldura encordoada (uma combinação de massas idêntica à do coro de Tomar).
Francisco acompanha Diogo ao Norte de África, a Safim e Mazagão, a fim de trabalhar na praça-forte de Azamor.
Em 1520 os Arrudas alargam o número de intervenções em Évora e arredores, designadamente no Mosteiro de S. Francisco. Pode também atribuir-se neste período a Francisco de Arruda o traçado da Sé de Elvas, dotada de uma característica tipológica que partilha com a Igreja Matriz de Olivença, com a sua grande torre central. 
Após o desaparecimento de Diogo de Arruda em 1531, Francisco segue uma via gradualmente diferente convertendo-se paulatinamente à cultura humanista. Aliás, as obras posteriores de Francisco vão dando mostras de uma erudição renascentista (ou proto-renascentista) sendo de assinalar, por lhe andar atribuída, quer a Casa dos Bicos, em Lisboa, onde se torna a registar um apego ao formulário mudéjar e a organização da fachada com contracampos rasgados (a magnífica loggia de três vãos, hoje reconstruída e recriada), quer ainda o notável Palácio da Bacalhoa, na sua fase inicial (1530?) – onde se encontram duas grandes torres cilíndricas cobertas de gomos.

## Características arquitectónicas dos Arrudas
Diogo e Francisco de Arruda “nacionalizaram” definitivamente as influências mediterrânicas e nórdicas do tardo-gótico. O seu trabalho tem características facilmente identificáveis: fazem uso sistemático de volumes cilíndricos; recorrem à retórica militar como uma forma de iconologia arquitectónica; e sobrecarregam ou mascaram as suas obras com uma decoração hiper-realista, feita de referências ao mundo da natureza ou ao mundo dos objectos criados pelo homem (das raízes e folhas, à heráldica).
Assim, na arquitectura dos Arrudas, encontram-se os ingredientes fundamentais do manuelino: por um lado, o gosto pelos volumes claros e bem definidos em termos globais de desenho; por outro, a acentuação da arquitectura através de aplicações ornamentais intrincadas, muitas vezes de carácter mais popular que erudito, transcrições algo imediatistas da função do edifício ou simplesmente resultado directo da concessão de uma inaudita liberdade aos lavrantes que passam a traduzir as potencialidades de um novo discurso icónico nas margens das construções, que concorre com o discurso de Estado, ou “de condição”, quase sempre um discurso emblemático.

## Obras principais
- Aqueduto da Água de Prata
- Aqueduto da Amoreira
- Praça-forte de Mazagão
- Sé de Elvas
- Torre de Belém